# Mke2fs

mke2fs — стандартная консольная утилита для Unix-систем, позволяющая создать раздел типа ext2/ext3/ext4/ext4dev на размеченной области жёсткого диска. Обладает большим количеством аргументов и позволяет полностью проконтролировать процесс создания раздела. Кроме того, утилита использует значения по умолчанию, перечисленные в файле /etc/mke2fs.conf.

## Список ключей
-t fs-typeтип создаваемой файловой системы. При этом опция -O может позволить создать файловую систему с нестандартными свойствами, которая даже не будет поддерживаться ядром Linux, например ext3 без журнала mke2fs -t ext3 -O ^has_journal /dev/hdXX.
-b размер одного блока данных в байтах. Обычные значения: 210=1024, 211=2048 или 212=4096 байт. Если ключ опущен, то используется значение, основанное на собранных о жёстком диске данных. Если значение неверно, то используется наиболее подходящее к этому числу значение.
-c проверка на наличие повреждённых блоков перед созданием раздела. Если ключ указан дважды, то будет проведено тщательное сканирование блоков (проверка на чтение и запись против обычной проверки чтением).
-F принудительное создание файловой системы, даже если указанное устройство вовсе не является разделом. При указании ключа дважды утилита игнорирует сообщение о том, что данное устройство используется.

## Источник
- man mke2fs